# Feldsee
Der Feldsee (auch Feldbergsee) ist ein Karsee im Süden Baden-Württembergs östlich von Freiburg im Breisgau.
Er ist der höchstgelegene See in Deutschland außerhalb der Alpen.
Er liegt etwa 2 km östlich des Feldbergs und etwa 380 Höhenmeter unterhalb dessen Gipfel.
Feldsee und Feldberg liegen im fast 4000 km² großen Naturpark Südschwarzwald.

## Geologie und Erdgeschichte

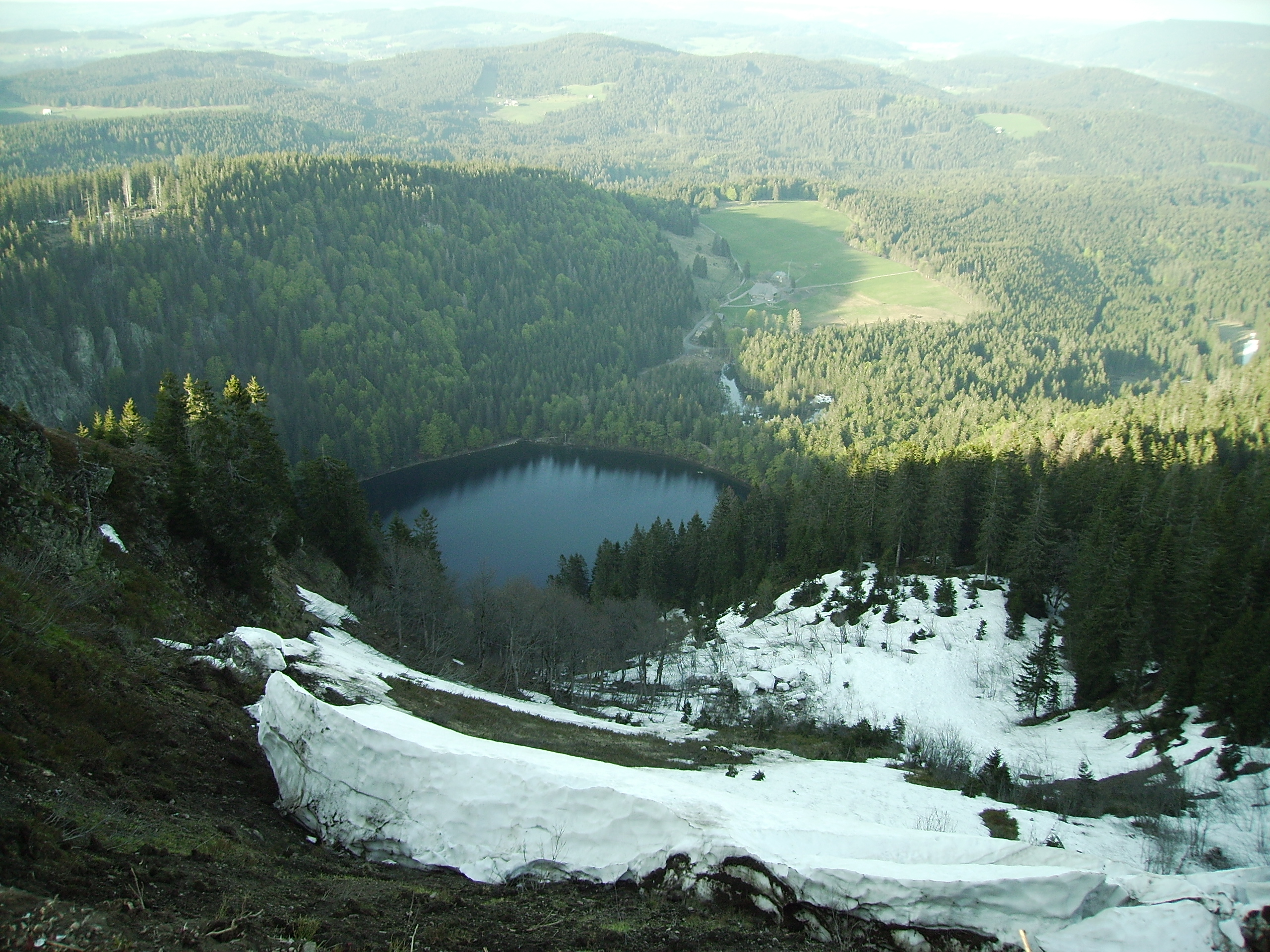
Feldseekessel vom Seebuck aus

Der rund 97.500 m² große und bis zu 32 m tiefe See ist durch Gletscher der letzten Eiszeiten entstanden. Der größte Karsee im Schwarzwald wird auf drei Seiten von bis zu 300 m hohen Steilwänden eingefasst. Er ist fast kreisrund, mit einem Durchmesser zwischen 350 und 370 Metern. Die nach Nordosten offene Höhenlage auf 1100 m, durch die sich größere Schneemengen anhäufen und erhalten konnten, war die Ursache für die lehnstuhlartige Geländeform mit der steilen Rückwand, den flachen Boden und den vorgelagerten Moränenwall. Der See entstand nach dem Abschmelzen des Eises oberhalb der aufgeschütteten Schuttwälle. Den Feldsee durchfließt der Seebach, der zwischen Feldberg und Seebuck im Grüble entspringt, im Feldsee-Wasserfall die Karwand hinunterstürzt und später, jenseits des Titisees, den Namen Gutach führt. Einige hunderttausend Jahre lang war dies der Oberlauf jener Urdonau, der bei Immendingen die heutige Donau zuströmte; seit etwa zwanzigtausend Jahren ist der Bach nun Oberlauf der Wutach, die zum Rhein entwässert.
Unterhalb des Feldsees war zwischen Moränenwällen ein weiterer, kleinerer See eingeschlossen, der durch Torfbildung zum heutigen, botanisch wertvollen Feldseemoor verlandet ist.

## Naturschutz
Der Feldsee ist Teil des Naturschutzgebiets Feldberg, das seit 1937 besteht und das älteste Naturschutzgebiet in Baden-Württemberg ist. Im Feldsee gilt ein Badeverbot zum Schutz des sehr seltenen Stachelsporigen Brachsenkrauts (Isoetes echinospora), eines Unterwasserfarns, der in 1–2 m Tiefe gedeiht und in Deutschland außer im Feldsee nur noch im Titisee vorkommt. Diese Pflanze ist auf nährstoffarme Seen mit kühlem, sehr klarem Wasser angewiesen. Der Mischwald rund um den Feldsee ist ein Bannwald. Er steht ebenfalls unter Naturschutz und wird sich selbst überlassen. Zu den im August 2020 vorgelegten Entwurf des Managementplans für das FFH-Gebiet 8114-311 „Hochschwarzwald um den Feldberg und Bernauer Hochtal“ formulierten Erhaltungs- und Entwicklungsmaßnahmen für den Feldsee zählen die Erhaltung und Kontrolle des Badeverbots und die Einrichtung von Dauerbeobachtungsflächen am Nordostufer. Vegetationszustand und -entwicklung sollen dort alle drei Jahre dokumentiert werden.
Die Feldseefelsen unterliegen einem Kletterverbot. Die Feldbergwächter (Ranger) achten streng auf die Einhaltung dieser Regeln. Hier sind seltene Pflanzen wie der Alpen-Milchlattich, die Türkenbundlilie, der Wolfs-Eisenhut und Sonnentau zu finden.

## Zugang
Es gibt keine direkte Autostraße zum Feldsee. Er ist lediglich über Wander- und Fahrradwege erreichbar. Nächstgelegene Parkplätze findet man in 3–4 km Entfernung in Feldberg-Bärental (Wanderparkplatz Kunzenmoos) sowie am Feldberg. Mit dem Fahrrad ist der Feldsee sehr gut von Alpersbach über den Rinken zu erreichen. Der See kann auf einem gut ausgebauten Spazierweg umrundet werden. 490 Meter östlich des Feldsees befindet sich das Gasthaus Raimartihof.